# Faremoutiers
Faremoutiers è un comune francese di 2 458 abitanti situato nel dipartimento di Senna e Marna nella regione dell'Île-de-France.

## Storia
La storia della cittadina nacque con l'arrivo nella zona di santa Fara, che attorno al 627 vi fondò l'abbazia di Evoriacum (oggi Faremoutiers), di cui divenne la prima badessa.
Ben presto attorno all'abbazia crebbe l'attuale cittadina di Faremoutiers che prese il nome in onore alla santa fondatrice.

## Monumenti e luoghi d'interesse
- Abbazia di Faremoutiers, fondata nel 627 da santa Fara patrona e fondatrice della stessa cittadina.

## Società

### Evoluzione demografica
Abitanti censiti